# Seoca (Podgorica)
Pour les articles homonymes, voir Seoca.
Seoca (en serbe cyrillique : Сеоца) est un village de l'est du Monténégro, dans la municipalité de Podgorica.

## Démographie

### Évolution historique de la population
| 1948 | 1953 | 1961 | 1971 | 1981 | 1991 | 2003 |
| ---- | ---- | ---- | ---- | ---- | ---- | ---- |
| 252  | 256  | 207  | 141  | 79   | 47   | 16   |